# Mark Messmer
Mark Alan Messmer (Jasper, 16 dicembre 1967) è un politico statunitense, membro della Camera dei Rappresentanti per lo stato dell'Indiana dal 2025.

## Biografia
Nato e cresciuto nell'Indiana, Messmer si laureò presso l'Università Purdue. Lavorò presso la Dow Chemical e la John Brown Engineering. Successivamente fondò una sua azienda, la Messmer Mechanical.
Entrato in politica con il Partito Repubblicano, nel 2008 venne eletto all'interno della Camera dei rappresentanti dell'Indiana, dove restò per i successivi sei anni. Nel 2014 vinse un seggio all'interno del Senato dell'Indiana, di cui nel 2018 divenne leader di maggioranza.
Nel 2024 lasciò il seggio nella legislatura statale per candidarsi alla Camera dei Rappresentanti per il seggio lasciato dal deputato in carica Larry Bucshon. Nelle primarie repubblicane affrontò altri sette candidati, tra cui l'ex deputato John Hostettler, che venne accusato di antisemitismo durante la campagna elettorale; per questo motivo, Messmer ricevette il sostegno dei gruppi filo-israeliani. Al termine della sfida, Messmer prevalse con un ampio margine sugli avversari. Durante la campagna, si rifiutò di confrontarsi pubblicamente con gli avversari e rispose alle interviste solo in forma scritta.
Nelle elezioni generali, prevalse con il 68% dei voti, divenendo così deputato.
Ideologicamente, Messmer si configura come un repubblicano conservatore.